# لمنسویل (ویرجینیای غربی)
لمنسویل (به انگلیسی: Lahmansville) یک منطقهٔ مسکونی در ایالات متحده آمریکا است که در شهرستان گرنت، ویرجینیای غربی واقع شده‌است.